# Welterbe in Venezuela

Zum Welterbe in Venezuela gehören (Stand 2017) drei UNESCO-Welterbestätten, darunter zwei Stätten des Weltkulturerbes und eine Stätte des Weltnaturerbes. Venezuela ist der Welterbekonvention 1990 beigetreten, die erste Welterbestätte wurde 1993 in die Welterbeliste aufgenommen. Die bislang letzte Welterbestätte wurde 2000 eingetragen, eine Stätte steht auf der Roten Liste des gefährdeten Welterbes.

## Welterbestätten
Die folgende Tabelle listet die UNESCO-Welterbestätten in Venezuela in chronologischer Reihenfolge nach dem Jahr ihrer Aufnahme in die Welterbeliste (K – Kulturerbe, N – Naturerbe, K/N – gemischt, (R) – auf der Roten Liste des gefährdeten Welterbes).
| Bild                          | Bezeichnung                        | Jahr | Typ   | Ref. | Beschreibung |
| ----------------------------- | ---------------------------------- | ---- | ----- | ---- | ------------ |
| Altstadt und Hafen von Coro   | Altstadt und Hafen von Coro (Lage) | 1993 | K (G) | 658  |              |
| Nationalpark Canaima          | Nationalpark Canaima (Lage)        | 1994 | N     | 701  |              |
| Universitätsstadt von Caracas | Universitätsstadt von Caracas      | 2000 | K     | 986  |              |

## Tentativliste
In der Tentativliste sind die Stätten eingetragen, die für eine Nominierung zur Aufnahme in die Welterbeliste vorgesehen sind.

### Aktuelle Welterbekandidaten
Derzeit (2016) sind drei Stätten in der Tentativliste von Venezuela eingetragen, die letzte Eintragung erfolgte 2003. Die folgende Tabelle listet die Stätten in chronologischer Reihenfolge nach dem Jahr ihrer Aufnahme in die Tentativliste.
| Bild                              | Bezeichnung                              | Jahr | Typ | Ref. | Beschreibung |
| --------------------------------- | ---------------------------------------- | ---- | --- | ---- | ------------ |
| Altstadt von La Guaira            | Altstadt von La Guaira (Lage)            | 1999 | K   | 1306 |              |
| Hacienda Chuao                    | Hacienda Chuao                           | 2002 | K   | 1635 |              |
| Ciudad Bolívar im Tal des Orinoco | Ciudad Bolívar im Tal des Orinoco (Lage) | 2003 | K   | 1804 |              |

### Ehemalige Welterbekandidaten
Diese Stätten standen früher auf der Tentativliste, wurden jedoch wieder zurückgezogen oder von der UNESCO abgelehnt. Stätten, die in anderen Einträgen auf der Tentativliste enthalten oder Bestandteile von Welterbestätten sind, werden hier nicht berücksichtigt.
| Bild                                               | Bezeichnung                                        | Jahr      | Typ | Ref. | Beschreibung                                              |
| -------------------------------------------------- | -------------------------------------------------- | --------- | --- | ---- | --------------------------------------------------------- |
| Das Becken des Valenciasees                        | Das Becken des Valenciasees                        | 1993–1998 | K/N |      | paleonthologische und archäologische Ablagen              |
|                                                    | Parantepuy Formation                               | 1993–1998 | K   |      |                                                           |
| Nationalpark Cueva del Guácharo                    | Nationalpark Cueva del Guácharo                    | 1993–1998 | N   |      |                                                           |
|                                                    | Archäologischer Park von Barinas                   | 1993–1998 | K   |      |                                                           |
| Nationalpark Guatopo                               | Nationalpark Guatopo                               | 1993–1998 | N   |      |                                                           |
| Médanos-de-Coro-Nationalpark                       | Médanos-de-Coro-Nationalpark (Lage)                | 1993–1998 | N   |      | Nationalpark mit 91.280 Hektar Wüste, Küste und Salzwiese |
| Nationalpark de Los Roques                         | Nationalpark de Los Roques (Lage)                  | 1993–1998 | N   |      |                                                           |
| Ruinen der Stadt Nueva Cádiz auf der Insel Cubagua | Ruinen der Stadt Nueva Cádiz auf der Insel Cubagua | 1993–1998 | K   |      |                                                           |